# Enfrentamiento entre el USS Enterprise y Flambeau
El enfrentamiento entre el USS Enterprise y Flambeau fue una acción de un solo buque librada en octubre de 1800 durante la Cuasi-Guerra, y la batalla final entre las fuerzas francesas y estadounidenses. Durante la acción, el USS Enterprise derrotó al bergantín francés Flambeau frente al lado de sotavento de la isla de Dominica en el Mar Caribe. Aunque el Enterprise fue superado en armas por Flambeau, todavía pudo tomarlo como premio después de una corta batalla. La batalla ayudó a llevar a la fama al oficial al mando de Enterprise, John Shaw, quien agregó la captura de Flambeau a su ya larga lista de premios franceses.
El Enterprise continuó patrullando el Caribe, persiguiendo y capturando el buque francés Pauline, y más tarde Guadaloupeenne. Una enfermedad crónica obligó a Shaw a transferir el mando del Enterprise al teniente Andrew Sterett, quien continuó la patrulla y se llevó varios premios franceses más antes de regresar a casa.

## Antecedentes
Durante la Cuasi-Guerra, los buques mercantes estadounidenses a menudo se convirtieron en el objetivo de los corsarios franceses que los capturaron en grandes cantidades. En un esfuerzo por detener estas depredaciones contra el transporte marítimo estadounidense, varios buques de guerra de la Armada de los Estados Unidos fueron enviados a cazar corsarios franceses. Uno de esos buques fue el USS Enterprise, una goleta naval estadounidense bajo el mando del teniente John Shaw. El Enterprise había sido enviado al Mar Caribe en marzo de 1800 con órdenes de navegar contra el transporte marítimo francés en la región. Enterprise ya se había enfrentado previamente y derrotado a varios corsarios franceses cuando en la noche del 24 de octubre avistó al corsario Flambeau en el lado de sotavento de Dominica.
La carta francesa de la marca Flambeau era un bergantín que era un poco más poderoso que el Enterprise, con doce cañones de 8 libras (3,6 kg) en comparación con la docena de cañones de 6 libras (2,7 kg) de la goleta estadounidense. El corsario francés también tenía más tripulación que el buque estadounidense, 110 frente a los 83 del Enterprise. Con un ancho de 48 libras (22 kg) a las 36 libras (16 kg) de Enterprise y con una tripulación más grande, Flambeau tenía una ventaja sobre Enterprise. Sin embargo, Shaw decidió contratar a Flambeau. Enterprise no pudo alcanzar a Flambeau, pero cuando llegó la mañana, Flambeau se encontró calmada. Su capitán luego usó barridos para cerrar con Enterprise.

## Enfrentamiento
Finalmente llegó un viento y los dos barcos lograron maniobrar uno hacia el otro hasta que estuvieron dentro del alcance del mosquete. Después de comprometerse con armas pequeñas por un tiempo, el teniente Shaw finalmente desvió su goleta y Flambeau se abrió sobre los estadounidenses con un tiro redondo. El Enterprise respondió con su propio costado y los dos buques se enfrentaron con cañones durante veinte minutos. Flambeau estaba empezando a recibir graves daños cuando su capitán decidió retirarse y maniobrando lejos del Enterprise. Sin embargo, Enterprise persiguió al bergantín francés y continuó enfrentándose a ella.
El mástil delantero de Flambeau estaba en peligro de ser desguazado por el daño que había recibido del Enterprise, por lo que el capitán francés envió hombres en alto para tratar de repararlo. Sin embargo, después de una repentina ráfaga de viento, el mástil salió volando del barco llevando consigo a seis marineros franceses. El Enterprise cesó sus ataques contra Flambeau y envió un barco para rescatar a los marineros franceses a la deriva en el mástil superior. Después de rescatar a los primeros franceses, Enterprise alcanzó al bergantín francés y se acercó. Antes de que la acción pudiera continuar, el capitán francés golpeó sus colores ya que el botiquín de Flambeau había sido destruido y el casco comprometido varias veces.

## Secuelas
Toda la acción duró unos cuarenta minutos. Los franceses estaban mucho peor que los estadounidenses en términos de bajas, con 7 franceses muertos y 33 heridos en comparación con 3 estadounidenses muertos y 7 heridos. Una tripulación de premio del Enterprise fue enviada a bordo del Flambeau y la llevó a Saint Kitts, donde fue condenada. Los ingresos de la venta de Flambeau fueron adjudicados a la tripulación del Enterprise.
La captura de Flambeau trajo más elogios a Shaw, quien ya había derrotado a varios otros corsarios franceses y los había tomado como premios. El Enterprise continuó su crucero, persiguiendo y capturando a Pauline y más tarde a Guadalupe. Poco después, una enfermedad crónica obligó a Shaw a transferir el mando del buque al teniente Andrew Sterett. Sterret continuó navegando por el Caribe, llevándose varios premios más antes de regresar a casa. Al regreso de Shaw a casa, el presidente y otros funcionarios públicos le agradecieron personalmente por su servicio. Shaw más tarde continuó su carrera naval, sirviendo con distinción durante la Guerra de 1812.